# Amisulprid
Amisulprid (Amazeo, Torent, Solian, Sulpitak, Amitreks, Soltus) je atipični antipsihotik koji se koristi za lečenje psihoze u šizofreniji i epizoda manije u bipolarnom poremećaju. On se takođe koristi u malim dozama za lečenje depresije. Ovaj lek je razvila kompanija Sanofi-Aventis tokom 1990-tih.

## Farmakologija
Amisulprid prvenstveno deluje kao antagonist D2 i D3 receptora. On ima visok afinitet za te receptore sa konstantom disocijacije od 2.8 nM i 3.2 nM, respektivno. Mada standardne doze u opsegu 400 do 1200  na dan, koje se koriste za lečenje psihoze, inhibiraju dopaminergičku neurotransmisiju, niske doze u opsegu 50 do 200  preferentno blokiraju inhibitorne presinaptičke autoreceptore. To rezultuje u olakšavanju dopamina aktivnosti, iz tog razloga, niske doze amisulprida se takođe koriste za lečenje kliničke depresije.

## Spoljašnje veze
|  | Molimo Vas, obratite pažnju na važno upozorenje u vezi sa temama iz oblasti medicine (zdravlja). |